# Herb Szydłowa
Herb Szydłowa – symbol miasta i gminy Szydłów.

## Wygląd i symbolika
Herb przedstawia na tarczy w polu czerwonym białego orła ze złotą koroną, a po jego obu stronach dwie białe baszty zwieńczone złotymi kulami. Jest to historyczny herb miasta.